# Node B

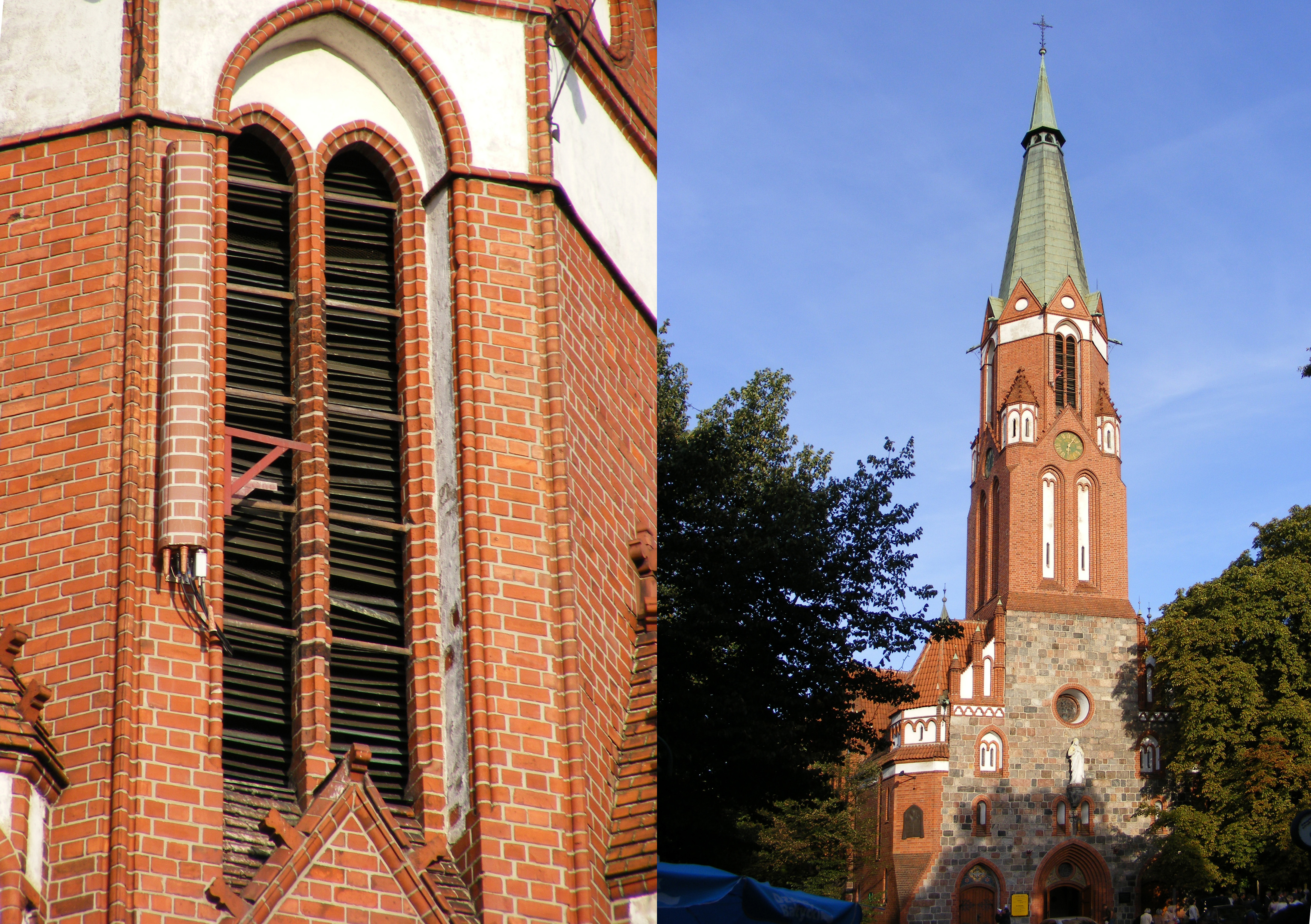
Antena BTS i Node B zamontowana na budynku kościoła w Sopocie (przykład stacji bazowej, której anteny zostały zainstalowane w sposób niepsujący wyglądu budynku)

Node B – odpowiednik BTS w sieciach trzeciej generacji (3G). 
W odróżnieniu od BTS-a, Node B używa WCDMA jako medium komunikacji, co ma następujące konsekwencje:
- rozmiar komórki jest mniejszy, a ponadto zmienia się - maleje ze wzrostem liczby urządzeń używających danego Node’a B i vice versa. Te zmiany rozmiaru noszą nazwę cell breathing (oddychanie komórki),
- sąsiadujące Node’y B mogą pracować na tej samej częstotliwości, więc łatwiej jest planować sieć komórkową.